# Диб, Амер
Амер Диб Мохаммад Халиль  (араб. عامر ذيب محمد خليل‎; род. 4 февраля 1980, Амман) — бывший иорданский футболист, играл в национальной сборной.

## Карьера

### Клубная карьера
Большую часть профессиональной карьеры в течение 16 лет, Диб играл в клубе «Аль-Вихдат», в составе которого 7 раз становился чемпионом Иордании, 3 раза выиграл Кубок страны и 6 раз Суперкубок Иордании. Помимо этого Диб играл в ОАЭ за «Эмирейтс» (2011) и «Аль-Иттихад» (2012—2013),, а также в Саудовской Аравии за «Аль-Фейсали» (2012).

### Международная карьера
В составе сборной Иордании играл на Кубке Азии 2004 года и Кубке Азии 2011 года; на двух турнирах Иордания вылетала в 1/4 финале.

## Достижения
«Аль-Вихдат»
- Чемпион Иордании (7): 2005, 2007, 2008, 2009, 2014, 2015, 2016
- Обладатель Кубка Иордании (3):  2000, 2008–2009, 2009–2010
- Обладатель Суперкубка Иордании (6): 2000, 2001, 2005, 2008, 2009, 2010
- Обладатель Кубка Щита Иордании (5): 2002, 2004, 2008, 2010, 2017